# Svartvit trögfågel
Svartvit trögfågel (Notharchus tectus) är en fågel i familjen trögfåglar.

## Utseende
Trögfåglar har udda proportioner med runda kroppar och relativt mycket stora huvuden. Svartvit trögfågel är förhållandevis liten, med just svartvit fjäderdräkt. Tydligt är ett svart bröstband och ett tunt vitt ögonbrynsstreck. Den är ytligt lik vithalsad trögfågel, men är mycket mindre och pannan är hos svartvit barbett diagnostiskt svart. Könen är lika.

## Utbredning och systematik
Svartvit trögfågel delas in i tre underarter med följande utbredning:
- Notharchus tectus subtectus – förekommer utmed den karibiska kusten från Costa Rica till centrala Colombia och sydvästra Ecuador
  - Notharchus tectus tectus – förekommer i södra Venezuela, Guyanaregionen och Amazonområdet (Brasilien, i öster till Maranhão)
  - Notharchus tectus picatus – förekommer i östra Ecuador och östra Peru

## Levnadssätt
Svartvit trögfågel hittas i skogsbryn, intill öppna områden. Där ses den sitta synligt, ofta på en bar gren i trädtaket eller till och med på en telefontråd.

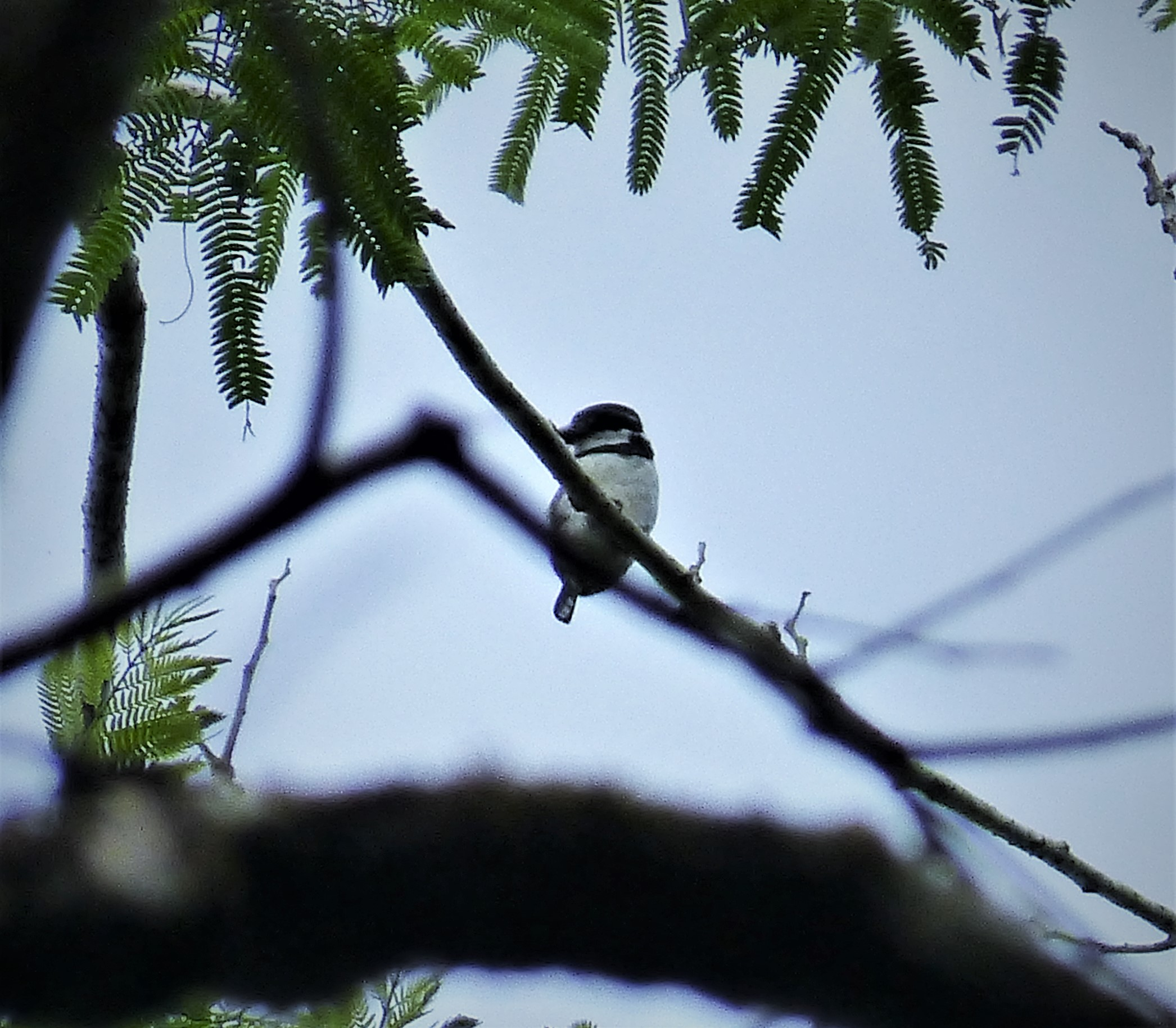

## Status
IUCN hotkategoriserar subtectus och övriga underarter var för sig, båda som livskraftiga.